# Jacek Gdański
Jacek Gdański (né le 30 novembre 1970 à Szczecinek en Pologne) est un joueur d'échecs polonais, champion de Pologne en 1992.

## Vie privée
Jacek Gdański mène sa carrière échiquéenne simultanément à des études à l'Université de Gdańsk et à l'École nationale d'administration publique polonaise. En 2004-2009, il est membre du Fonds national de la santé de Pologne. Depuis 2009, il travaille au ministère des Finances.

## Palmarès individuel

### Palmarès jeune
Dans la seconde moitié des années 1980, Jacek Gdański est un joueur d'échecs polonais de premier plan. En 1986, il remporte le championnat d'échecs de Pologne junior (catégorie des moins de 20 ans) et la médaille de bronze au championnat d'Europe d'échecs junior. En 1989, il termine à la deuxième place lors du championnat du monde d'échecs junior.

### Palmarès en championnat polonais
Jacek Gdański joue de nombreuses fois lors des phases finales du championnat de Pologne d'échecs. Il remporte ce championnat en 1992, et termine deux fois troisième, en 1997 et 2010,. il remporte également à deux reprises le championnat de Pologne de parties rapides, en 1995 et 2000, ainsi que le championnat de Pologne de blitz, en 1998 et 2000 (année où il réalise donc le doublé avec les parties rapides).

### Palmarès dans d'autres compétitions
Jacek Gdański remporte ou partage la première place dans plusieurs tournois internationaux d'échecs : 
- au "Cracovia" (à Cracovie), en 1993 et 1994,
- à Helsinki et Rio de Janeiro, en 1999.

En 2001, Jacek Gdański se qualifie pour le championnat du monde d'échecs FIDE par KO à Moscou, où il perd au premier tour contre Vadim Zviaguintsev.

## Palmarès en club
Jacek Gdański participe aussi assidûment au championnat de Pologne d'échecs des clubs. Il termine dix sept fois sur le podium :
- neuf fois champion de Pologne, en 1996, 2000, 2001, 2002, 2003 et 2004 avec le Polonia Varsovie, aussi en 2007 et 2008, puis de nouveau avec le Polonia Varsovie en 2010 ;
- sept fois vice-champion de Pologne, en 1990, 1992, 1993, 1997, 2009, 2011, 2012)
- une fois troisième, en 1995[5].

Avec ses clubs respectifs, il joue également la Coupe d'Europe des clubs d'échecs. Il est ainsi vice-champion d'Europe avec le Polonia Varsovie en 2001, cinquième en 2004.

## Palmarès en équipe nationale

### Parcours lors des olympiades d'échecs
Jacek Gdański joue pour la Pologne lors de plusieurs olympiades d'échecs : 
- en 1990, au deuxième échiquier de réserve lors de la 29e olympiade d'échecs à Novi Sad, en Yougoslavie (5 victoires (+), 4 nuls (=), 1défaite (-)),
- en 1992, au deuxième échiquier lors de la 30e olympiade d'échecs à Manille, aux Philippines (+3, = 6, -2),
- en 1994, au troisième échiquier lors de la 31e Olympiade d'échecs à Moscou, en Russie (+5, = 4, -2).

### Parcours lors du championnat d'Europe d'échecs des nations
Jacek Gdański joue plusieurs fois pour la Pologne lors du championnat d'Europe d'échecs des nations : 
- en 1989, il occupe le premier échiquier de réserve lors du 9e championnat d'Europe d'échecs des nations qui se déroule à Haïfa, en Israël (+3, = 5, -0),
- en 1992, il occupe le troisième échiquier de réserve lors du 10e championnat d'Europe d'échecs des nations qui se déroule à Debrecen, en Hongrie (+3, = 0, -5),
- en 2013, il occupe le premier échiquier de réserve lors du 19e championnat d'Europe d'échecs des nations qui se déroule à Varsovie, en Pologne (+2, = 3, -4).

## Titres internationaux
Jacek Gdański reçoit le titre de Maître International en 1988 et celui de Grand Maître international en 1997.